# پسران سرنوشت

طرح روی جلد نسخه آمریکایی

پسران سرنوشت  داستانی نوشته دارن شان به ترجمه فرزانه کریمی از سری قصه‌های سرزمین اشباح(دوازدهمین و آخرین جلد)

## رده بندی
رمان تخیلی نوجوانانه، کمی ترسناک

## مشخصات نسخه فارسی
در ۲45 صفحه توسط انتشارات قدیانی(کتاب‌های بنفشه) چاپ و منتشر شده‌است.

## داستان
دارن شان شخصیتی است نیمه شبح پس از فهمیدن اینکه داریوس، خواهرزاده‌اش است او را تبدیل به یک نیمه شبح می‌کند و در استادیوم فوتبال نبرد نهایی بین خیر و شر آغز می‌شود که در نبردی بین دارن و استیو، تقریباً استیو شکست می‌خورد که آقای دستینی به او می‌گوید که هر دو فرزندان دستینی(به فارسی معنی سرنوشت را می‌دهد ولی چون اسم خاص است تغییر نمی‌کند) هستند و او دوست داشت ببیند در این نبرد خونین چه کسی برنده می‌شود که دارن هم نقشه‌ای طراحی می‌کند تا استیو او را بکشد چون استیو هم به علت زخم‌های کاری به زودی می‌میرد. تا هردو به دریاچه ارواح بروند که بعد از چند هزار سال دستینی، ایوانا را به کمک دارن شان می فرستد و او دارن شان را از دریاچه ارواح بیرون می کشد و او را پیش دستینی می برد ، دستینی او را تبدیل به آدم کوچولو می کند و به موقعی که دارن شان برای اولین بار با استیو به سیرک عجایب رفته بودند می فرستد. ایوانا به دستینی حقه می زند و خاطرات دارن شان را در لباس آدم کوچولویی دارن شان پنهان می کند، دارن شان این خاطرات را به آقای تال می دهد و بعد از آن برای همیشه می میرد .

## نکته
جی‌کی‌رولینگ خواندن این کتاب را برای هری پاتر دوستان توصیه کرده‌است.(به عکس جلد نسخه آمریکایی دقت کنید)